# Акордиране на пиано
Акордиране на пиано е актът на регулиране на напрежението на струните на акустично механично пиано или роял, така че музикалните интервали между струните да са в тонална система. Значението на термина „тонална система“, в контекста на настройката на пиано, не е просто определен фиксиран набор от височина. Фината настройка на пиано изисква оценка на вибрационното взаимодействие между нотите, което е различно за всяко пиано, като по този начин на практика изисква малко по-различна височина от всеки теоретичен стандарт. Пианата обикновено са настроени (акордирани) към модифицирана версия на системата, наречена темпериран строй.

## Инструменти
- Ключ за акордиране – основен инструмент за акордиране, който обтяга или отпуска струните, което променя честота на звука, който се извлича от тях
- Камертон – обичайно дава честота от 440 Hz (ла на първа октава) и служи за отправна точка на останалите тонове

- Ключ за акордиране
- Камертон с честота 440 Hz